# Dream Theater

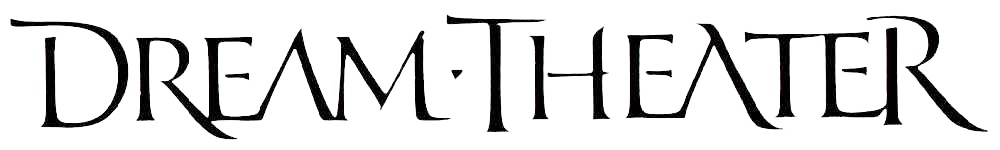
Logo-ul trupei

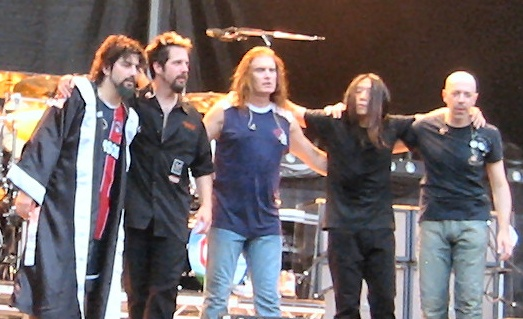
Dream Theater, la sfîrșitul unui concert la Paris, 2005. De la stînga: Portnoy, Petrucci, LaBrie, Myung, Rudess

Dream Theater este o formație americană de metal progresiv, înființată de trei studenți ai Colegiului de Muzică Berklee în 1985, sub denumirea inițială Majesty. În cei peste 20 de ani de carieră a ajuns una din cele mai de succes trupe de progresiv pe plan financiar, și a reînviat genul progresiv, după perioada sa de glorie din anii 1980, prin albume de referință precum Images and Words.
Trupa este binecunoscută pentru virtuozitatea fiecăruia din membrii săi, care au primit numeroase premii și colaborează cu nume sonore ale rock-ului și metalului; de exemplu chitaristul John Petrucci a fost invitat în turneele G3 alături de Joe Satriani și Steve Vai, călcînd pe urmele altor chitariști celebri ca Eric Johnson sau Yngwie Malmsteen. Dream Theater mai sînt cunoscuți și pentru versatilitatea muzicală, fiind capabili de-a lungul timpului să absoarbă și să încorporeze în propriul stil influențe din trupe ca Deep Purple, Iron Maiden, Emerson Lake and Palmer, Megadeth, Rush sau Queensrÿche. Nu o dată, în concertele live, trupa și-a surprins spectatorii interpretînd notă cu notă albume clasice din istoria rock-ului, precum Master of Puppets, The Number of the Beast sau Dark Side of the Moon.

## Componență
- Mike Portnoy - baterie
- John Myung - bas
- John Petrucci - chitară
- Jordan Rudess - clape
- James LaBrie - voce

Foști membri: Charlie Dominici (voce, 1987-1989), Kevin Moore (clape, 1986-1994), Derek Sherinian (clape, 1995-1998), MIke Mangini (baterie 2010-2023).

## Discografie și videografie

### Albume și EP-uri de studio
| An   | Titlu                                 | Note                                                                     |
| 1989 | When Dream and Day Unite              | Singurul album de studio cu Charlie Dominici.                            |
| 1992 | Images and Words                      | Primul album cu James LaBrie; considerat momentul de cotitură al trupei. |
| 1994 | Awake                                 | Ultimul album la care participă Kevin Moore.                             |
| 1995 | A Change of Seasons (EP)              | Primul album cu Derek Sherinian.                                         |
| 1997 | Falling into Infinity                 |                                                                          |
| 1999 | Metropolis Pt 2: Scenes from a Memory | Primul album conceptual al trupei; primul album cu Jordan Rudess.        |
| 2002 | Six Degrees of Inner Turbulence       | Primul (și singurul, deocamdată) album dublu.                            |
| 2003 | Train of Thought                      |                                                                          |
| 2005 | Octavarium                            |                                                                          |
| 2007 | Systematic Chaos                      |                                                                          |
| 2009 | Black Clouds and Silver Linings       |                                                                          |
| 2011 | A dramatic turn of events             |                                                                          |
| 2013 | Dream Theater(album auto-intitulat)   |                                                                          |
| 2016 | The Astonishing                       |                                                                          |
| 2019 | Distance Over Time                    |                                                                          |
| 2021 | A View from the Top of the World      |                                                                          |
| 2025 | Parasomnia                            |                                                                          |

### Albume live
| An   | Titlu                     | Note                                                                                             |
| 1993 | Live at the Marquee       | Înregistrat în Londra                                                                            |
| 1998 | Once in a LIVEtime        | Dublu CD înregistrat în Paris                                                                    |
| 2001 | Live Scenes From New York | Triplu CD înregistrat în New York, SUA.                                                          |
| 2004 | Live at Budokan           | Triplu CD/Dublu DVD înregistrat la Tokyo, Japonia.                                               |
| 2006 | Score                     | Concertul aniversar de 20 de ani, triplu CD + DVD înregistrat la Radio City Music Hall, New York |

### Single-uri
| An   | Titlu                                     | Note |
| 1992 | "Pull Me Under" (Images and Words)        |      |
| 1992 | "Take the Time" (Images and Words)        |      |
| 1992 | "Another Day" (Images and Words)          |      |
| 1994 | "The Silent Man" (Awake)                  |      |
| 1994 | "Lie" (Awake)                             |      |
| 1997 | "Hollow Years" (Falling Into Infinity)    |      |
| 2000 | "Through Her Eyes" (Scenes From a Memory) |      |
| 2003 | "As I Am" (Train of Thought)              |      |
| 2005 | "Panic Attack" (Octavarium)               |      |
| 2005 | "These Walls" (Octavarium)                |      |

### Video și DVD
| An        | Titlu                                 | Note                                                                             |
| 1993      | Images and Words: Live in Tokyo       | VHS înregistrat în Tokyo (apărut acum și pe DVD).                                |
| 1998      | 5 Years in a LIVEtime                 |                                                                                  |
| 2001      | Metropolis 2000: Scenes From New York | Același concert ca și Live Scenes From New York, dar lansat separat.             |
| 2004      | Live in Tokyo / 5 Years in a LIVEtime | Re-lansare combinată pe DVD.                                                     |
| 2004      | Live at Budokan                       | Dublu DVD înregistrat în Tokyo                                                   |
| 2007/2008 | Chaos in Motion                       | Concerte desfasurate in Pennsylvania, California,Asia, America de Sud, Australia |